# 猫爪蛤科
猫爪蛤科（学名：Plicatulidae）为莺蛤目的一个科。

## 下级分类
本属包括以下属：
- Harpax Parkinson, 1811，已灭绝
- 猫爪蛤属 Plicatula Lamarck, 1801